# (20826) 2000 UV13
(20826) 2000 UV13 est un astéroïde Apollon découvert en 2000.

## Description
(20826) 2000 UV13 a été découvert le 21 octobre 2000 au Bisei Spaceguard Center, un organisme créé 2000 à Bisei, Okayama par le Forum spatial du Japon (JSF), dans le but de suivre les astéroïdes et les débris spatiaux, par le projet japonais BATTeRS.

### Caractéristiques orbitales
L'orbite de cet astéroïde est caractérisée par un demi-grand axe de 2,42 UA, un périhélie de 0,89 UA, une excentricité de 0,63 et une inclinaison de 31,87° par rapport à l'écliptique. Du fait de ces caractéristiques, à savoir un demi-grand axe supérieur à 1 UA et un périhélie inférieur à 1,017 UA, il est classé comme astéroïde Apollon.

### Caractéristiques physiques
(20826) 2000 UV13 a une magnitude absolue (H) de 13,9 et un albédo estimé à 0,079.